# Agustín Pedro Justo
Pour les personnes ayant le même patronyme, voir Justo.
Agustín Pedro Justo (né à Concepción del Uruguay, province d'Entre Ríos, le 26 février 1876 – mort à Buenos Aires, le 11 janvier 1943) est un militaire et homme politique argentin, qui occupe le poste de Président de la Nation du 20 février 1932 au 20 février 1938, durant la période connue sous le nom de Décennie infâme.

## Biographie
Il est élu à la suite des élections du 8 novembre 1931, appuyé par les secteurs politiques du pays qui ont formé depuis peu la Concordance argentine, alliance formée par le Parti démocrate national, les radicaux de l’Union civique radicale (UCR) de tendance antipersonnaliste et le Parti socialiste indépendant. De lourdes accusations de fraude pèsent sur ces élections — appelée fraude patriotique, grâce à laquelle les secteurs conservateurs ont essayé de vaincre la popularité bien supérieure des radicaux yrigoyenistes—. Il y eut d'ailleurs durant tout son mandat une opposition persistante des radicaux personnalistes ou yrigoyenistes de l’UCR.
La plus grande réussite de son mandat est le résultat du travail diplomatique de son canciller (ministre des affaires étrangères en Amérique espagnole), Carlos Saavedra Lamas. Pour le reste, ce mandat fut entaché de constantes accusations de corruption et, plus grave encore, d'avoir livré l'économie du pays aux capitaux étrangers, essentiellement britanniques, lors de la signature par son vice-président du pacte Roca-Runciman. À la fin du mandat présidentiel de Ramón Castillo, on cite beaucoup son nom comme candidat à un nouveau mandat, mais sa mort prématurée à l'âge de 66 ans, met fin à ces attentes.

### Jeunesse
Son père est gouverneur de la province de la province de Corrientes puis député au Congrès. À l'âge de 11 ans Justo entre au Collège militaire de la nation en artillerie. Comme cadet, avec beaucoup de ses condisciples, il participe à la révolution du Parc en 1890.
Il sort comme ingénieur civil de l'université de Buenos Aires, diplôme homologué comme équivalent à celui d'ingénieur militaire en 1904. Il est nommé professeur à l'école d'application pour officiers et eut diverses promotions académiques et militaires. En 1910, il atteint le grade de commandant d'une brigade d'artillerie.

### Débuts en politique
En 1915, durant le mandat de Victorino de la Plaza, il est désigné à la tête du Collège militaire, où il reste pendant sept ans. Il a ainsi une charge très influente qui l'aide à tisser des liens dans les milieux tant politiques que militaires. Proche du rameau antipersonnaliste du radicalisme (opposé au leadership d'Hipólito Yrigoyen), il engage de bonnes relations avec Marcelo T. de Alvear.
À l'arrivée d'Alvear à la présidence, en 1922 il occupe le poste de ministre de la Guerre. Promu général de brigade le 25 août 1923, Justo sollicite l'augmentation du budget de la défense pour acquérir des équipements et améliorer les installations de l'armée de terre. Il suscite aussi la réorganisation des forces armées. Durant les années suivantes, il occupe de façon intérimaire les ministères de l'Agriculture et des Travaux publics, en plus de celui de la Guerre, qu'il n'abandonne qu'à la fin du mandat d'Alvear. En 1927 il est promu général de division.
En tant qu'antipersonnaliste, Justo appuie la candidature de Leopoldo Melo, de la ligne alvéariste de l'UCR. Face au triomphe de la formule opposée (Yrigoyen et Beiró), qui commence son second mandat en 1928 avec l'appui massif des votants et la majorité à la Chambre des députés, Justo reçoit des avances de la droite nationaliste fascisante pour se joindre au groupe de choc contre le grand chef radical. Bien que proche des concepts que La Nueva República — dirigée par Ernesto Palacios et les frères Rodolfo et Julio Irazusta — et de La Fronda — sous la direction de Francisco Uriburu — expriment au sujet de la nécessité d'Ordre, Hiérarchie et Autorité, il n'adhère pas complètement à ceux-ci. Le programme de suppression de la forme républicaine de gouvernement et son remplacement par un système corporatif à la Mussolini ou de type Espagne fasciste, ne plait guère à ce libéral.

### Justo et le coup d'État de 1930
Autour de Justo une autre faction se rassemble, pas moins décidée à prendre les armes contre le gouvernement constitutionnel d'Yrigoyen. Elle est activement promue par le général José Luis Maglione, ami de Justo, et par le colonel Luis J. García — qui est une des têtes du
GOU (Groupe d'Officiers Unis profasciste) —, et s'exprime dans les pages de La Nación et de Crítica. Des déclarations de Justo en juillet 1930, au sujet de l'inconvénient d'intervenir militairement afin de ne pas mettre en péril la « légalité constitutionnelle », témoignent de l'affrontement entre factions.
À la différence de la Marine, plus radicalisée, une bonne partie de l'Armée de terre appuie l'option de Justo, à la très notable exception du noyau nationaliste qui ultérieurement forme le GOU (Groupe d'Officiers Unis, comprenant Ramírez et Juan Perón). Devant la promesse du putschiste José Félix Uriburu, tête du groupe des extrémistes, de maintenir l'ordre constitutionnel, Justo donne son accord au putsch, qui se produit dans la matinée du 6 septembre, instaurant pour la première fois, depuis l'existence de la constitution, un gouvernement militaire. Il ne se joint pas à sa direction ni, au début, au groupe gouvernant, qu'Uriburu dirige avec un cabinet composé en bonne partie des patrons locaux des multinationales pétrolières.

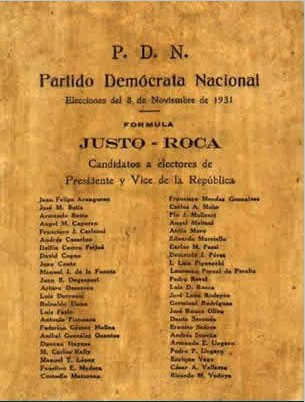
Bulletin électoral de 1931, Justo-Roca

Justo cherche à se distancier d'Uriburu, qui a de nombreux partisans parmi les officiers, mais qui ne peut rassembler l'appui des partis politiques, qui se divisent rapidement après la disparition d'Yrigoyen, foyer de leur antipathie commune. Il rejette la vice-présidence qu'Uriburu lui offre, et accepte seulement brièvement de commander les forces armées, y renonçant peu après. Lorsque l'échec d'Uriburu de mettre en œuvre le modèle corporatiste dans la province de Buenos Aires est avéré, Justo refuse à nouveau les offres d'Uriburu de se joindre à un gouvernement de coalition. Il se présente au contraire aux élections du 8 novembre 1931 comme candidat à la présidence, avec l'appui de ce qui sera la Concordancia, une alliance du Parti démocrate national (conservateur), du Parti socialiste indépendant et de la branche la plus antipersonnaliste des radicaux. L'yrigoyénisme est proscrit et lance le mot d'ordre d'« abstention révolutionnaire ». Justo triomphe donc facilement contre le binôme Lisandro de la Torre / Nicolás Repetto, bien que les soupçons de fraude soient notoires. Il choisit comme vice-président Julio Argentino Roca fils, de la faction conservatrice.

### La présidence
Justo assume sa charge le 20 février 1932. En plus des convulsions dues au putsch, le pays doit faire face à la Grande Dépression, qui a créé un déficit commercial et une brusque montée du chômage. Le ministre du trésor, Alberto Hueyo, prend des mesures restrictives qui aggravent rapidement le problème (déflation). Le budget se réduit, ainsi que la circulation monétaire.
Les graves difficultés de cette politique convainquent Justo d'adopter un modèle plus dirigiste. La Direction nationale des Routes est créée pour l'amélioration du réseau routier. Un programme ambitieux de construction urbaine est entrepris. Hueyo est remplacé par le socialiste Federico Pinedo. L'interventionnisme gouvernemental se fait plus marqué. On crée la Junte nationale des Grains, celle des Viandes et aussi la Banque Centrale.